# سیگما سنگتراش

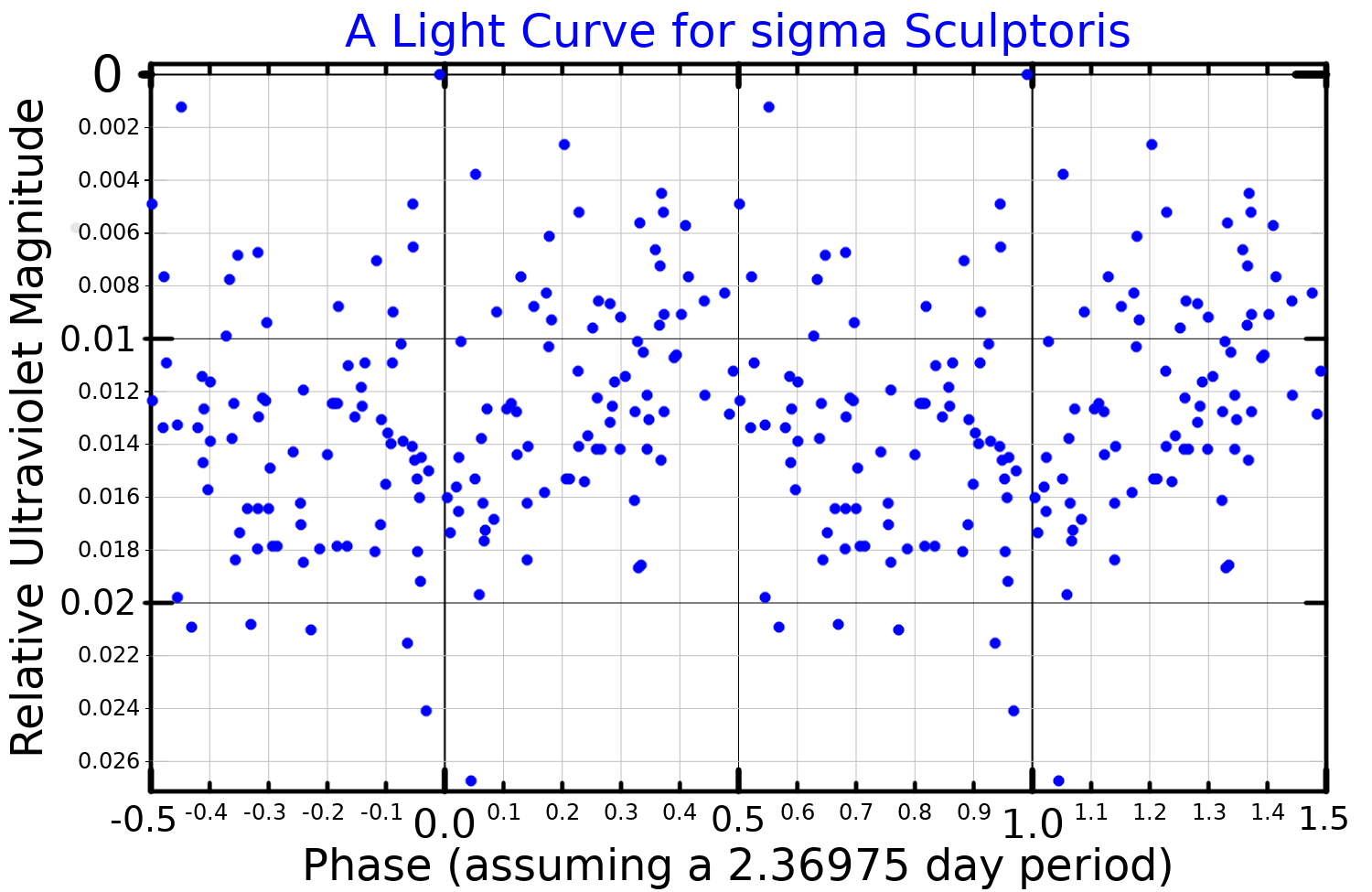
منحنی نوری سیگما سنگتراش (Sigma Sculptoris)

سیگما سنگتراش یک ستاره است که در صورت فلکی سنگتراش قرار دارد.